# Lijst van voetbalinterlands Egypte - Libië
Deze lijst van voetbalinterlands is een overzicht van alle officiële voetbalwedstrijden tussen de nationale teams van Egypte en Libië. De Noord-Afrikaanse buurlanden hebben tot op heden zeventien keer tegen elkaar gespeeld. De eerste ontmoeting was een wedstrijd tijdens de Pan Arabische Spelen 1965 op 2 september 1965 in Caïro. Het laatste duel, een kwalificatiewedstrijd voor het Wereldkampioenschap voetbal 2022, werd gespeeld op 11 oktober 2021 in Benghazi.

## Wedstrijden
| №  | Plaats     | Datum            | Competitie                   | Wedstrijd                             | Uitslag |
| -- | ---------- | ---------------- | ---------------------------- | ------------------------------------- | ------- |
| 1  | Caïro      | 2 september 1965 | Pan Arabische Spelen 1965    | Verenigde Arabische Republiek − Libië | 8 − 1   |
| 2  | Caïro      | 2 augustus 1967  | Afrika Cup 1968 kwalificatie | Verenigde Arabische Republiek − Libië | 3 − 2   |
| 3  | Tripoli    | 16 augustus 1967 | Afrika Cup 1968 kwalificatie | Libië − Verenigde Arabische Republiek | 2 − 2   |
| 4  | Caïro      | 3 januari 1971   | Afrika Cup 1972 kwalificatie | Verenigde Arabische Republiek − Libië | 2 − 1   |
| 5  | Tripoli    | 13 juli 1971     | Afrika Cup 1972 kwalificatie | Libië − Verenigde Arabische Republiek | 0 − 1   |
| 6  | Bagdad     | 7 januari 1972   | Palestina Cup 1972           | Egypte − Libië                        | 1 − 1   |
| 7  | Algiers    | 22 juli 1978     | Afrikaanse Spelen 1978       | Egypte − Libië                        | 1 − 0   |
| 8  | Caïro      | 14 januari 2001  | Afrika Cup 2002 kwalificatie | Egypte − Libië                        | 4 − 0   |
| 9  | Benghazi   | 23 maart 2001    | Afrika Cup 2002 kwalificatie | Libië − Egypte                        | 2 − 0   |
| 10 | Alexandrië | 27 augustus 2002 | Vriendschappelijk            | Egypte − Libië                        | 0 − 1   |
| 11 | Tripoli    | 8 oktober 2004   | WK 2006 kwalificatie         | Libië − Egypte                        | 2 − 1   |
| 12 | Caïro      | 27 maart 2005    | WK 2006 kwalificatie         | Egypte − Libië                        | 4 − 1   |
| 13 | Caïro      | 20 januari 2006  | Afrika Cup 2006              | Egypte − Libië                        | 3 − 0   |
| 14 | Port Said  | 21 november 2007 | Pan Arabische Spelen 2007    | Egypte − Libië                        | 0 − 0   |
| 15 | Aswan      | 29 januari 2016  | Vriendschappelijk            | Egypte − Libië                        | 2 − 0   |
| 16 | Alexandrië | 8 oktober 2021   | WK 2022 kwalificatie         | Egypte − Libië                        | 1 − 0   |
| 17 | Benghazi   | 11 oktober 2021  | WK 2022 kwalificatie         | Libië − Egypte                        | 0 − 3   |

## Samenvatting
| Competitie              | Totaal gespeeld | Winst Egypte | Gelijk | Winst Libië | Doelsaldo Egypte – Libië |
| ----------------------- | --------------- | ------------ | ------ | ----------- | ------------------------ |
| WK-kwalificatie         | 4               | 3            | 0      | 1           | 9 − 3                    |
| Afrika Cup              | 1               | 1            | 0      | 0           | 3 − 0                    |
| Afrika Cup-kwalificatie | 6               | 4            | 1      | 1           | 12 − 7                   |
| Palestina Cup           | 1               | 0            | 1      | 0           | 1 − 1                    |
| Afrikaanse Spelen       | 1               | 1            | 0      | 0           | 1 − 0                    |
| Pan Arabische Spelen    | 2               | 1            | 1      | 0           | 8 − 1                    |
| Vriendschappelijk       | 2               | 1            | 0      | 1           | 2 − 1                    |
| Totaal                  | 17              | 11           | 3      | 3           | 36 − 13                  |

Wedstrijden bepaald door strafschoppen worden, in lijn met de FIFA, als een gelijkspel gerekend.

## Details

### Dertiende ontmoeting
| Afrika Cup 2006 (Caïro, Egypte, 20 januari 2006): |       |       |
| Egypte                                            | 3 – 0 | Libië |
| Mido 18' Mohamed Aboutrika 22' Ahmed Hassan 78'   | goals |       |

EFA · A-internationals · Selecties · Bondscoaches · Egyptisch vrouwenelftal · Olympisch elftal · Egypte U21 · Egypte U20 · Egypte U19 · Egypte U18 · Egypte U17
1920 – 1929 · 
1930 – 1939 · 
1940 – 1949 · 
1950 – 1959 · 
1960 – 1969 · 
1970 – 1979 · 
1980 – 1989 · 
1990 – 1999 · 
2000 – 2009 · 
2010 – 2019 ·
2020 − 2029
WK 1934 · 
WK 1990 · 
WK 2018
OS 1924 · 
OS 1928 · 
OS 1936 · 
OS 1948 · 
OS 1952 · 
OS 1960 · 
OS 1964 · 
OS 1968 · 
OS 1992 · 
OS 2012 · 
OS 2020
1920 · 
1921–1923 · 
1924 · 
1925–1927 · 
1928 · 
1929–1931 · 
1932 · 
1933 · 
1934 · 
1935 · 
1936 · 
1937–1947 · 
1948 · 
1949 · 
1950 · 
1952 · 
1952 · 
1953 · 
1954 · 
1955 · 
1956 · 
1957 · 
1958 · 
1959 · 
1960 · 
1961 · 
1962 · 
1963 · 
1964 · 
1965 · 
1966 · 
1967 · 
1968 · 
1969 · 
1970 · 
1971 · 
1972 · 
1973 · 
1974 · 
1975 · 
1976 · 
1977 · 
1978 · 
1979 · 
1980 · 
1981 · 
1982 · 
1983 · 
1984 · 
1985 · 
1986 · 
1987 · 
1988 · 
1989 · 
1990 · 
1991 · 
1992 · 
1993 · 
1994 · 
1995 · 
1996 · 
1997 · 
1998 · 
1999 · 
2000 · 
2001 · 
2002 · 
2003 · 
2004 · 
2005 · 
2006 · 
2007 · 
2008 · 
2009 · 
2010 · 
2011 · 
2012 ·
2013 ·
2014 ·
2015 ·
2016 ·
2017 ·
2018 ·
2019 ·
2020 ·
2021 ·
2022 ·
2023 ·
2024
Algerije ·
Angola ·
Argentinië ·
Australië ·
Bahrein ·
België ·
Benin ·
Bolivia ·
Bosnië en Herzegovina ·
Botswana ·
Brazilië ·
Bulgarije ·
Burkina Faso ·
Burundi ·
Canada ·
Centraal-Afrikaanse Republiek ·
Chili ·
China ·
Colombia ·
Comoren ·
Congo-Brazzaville ·
Congo-Kinshasa ·
DDR ·
Denemarken ·
Djibouti ·
Duitsland ·
Engeland ·
Equatoriaal-Guinea ·
Estland ·
Ethiopië ·
Finland ·
Frankrijk ·
Gabon ·
Georgië ·
Ghana ·
Griekenland ·
Guinee ·
Guinee-Bissau ·
Hongarije ·
Ierland ·
Indonesië ·
Irak ·
Iran ·
Italië ·
Ivoorkust ·
Jamaica ·
Japan ·
Jemen ·
Joegoslavië ·
Jordanië ·
Kaapverdië ·
Kameroen ·
Kenia ·
Koeweit ·
Kroatië ·
Libanon ·
Liberia ·
Libië ·
Litouwen ·
Luxemburg ·
Madagaskar ·
Malawi ·
Mali ·
Malta ·
Marokko ·
Mauritanië ·
Mauritius ·
Mexico ·
Mozambique ·
Namibië ·
Nederland ·
Nieuw-Zeeland ·
Niger ·
Nigeria ·
Noord-Korea ·
Noord-Macedonië ·
Noorwegen ·
Oeganda ·
Oman ·
Oostenrijk ·
Palestina ·
Polen ·
Portugal ·
Qatar ·
Roemenië ·
Rusland ·
Rwanda ·
Saoedi-Arabië ·
Schotland ·
Senegal ·
Sierra Leone ·
Slowakije ·
Soedan ·
Somalië ·
Spanje ·
Swaziland ·
Syrië ·
Tanzania ·
Thailand ·
Togo ·
Trinidad en Tobago ·
Tsjaad ·
Tsjecho-Slowakije ·
Tunesië ·
Turkije ·
Uruguay ·
Verenigde Arabische Emiraten ·
Verenigde Staten ·
Wit-Rusland ·
Zambia ·
Zimbabwe ·
Zuid-Afrika ·
Zuid-Jemen ·
Zuid-Korea ·
Zuid-Soedan ·
Zweden ·
Zwitserland
Kameroen (2017) ·
Rusland (2018) ·
Saoedi-Arabië (2018) ·
Uruguay (2018)
LFF · A-internationals · Bondscoaches · Libisch vrouwenelftal · Olympisch elftal
1960 – 1969 · 
1970 – 1979 · 
1980 – 1989 · 
1990 – 1999 · 
2000 – 2009 · 
2010 – 2019 ·
2020 − 2029
1964 · 
1965 · 
1966 · 
1967 · 
1968 · 
1969 · 
1970 · 
1971 · 
1972 · 
1973 · 
1974 · 
1975 · 
1976 · 
1977 · 
1978 · 
1979 · 
1980 · 
1981 · 
1982 · 
1983 · 
1984 · 
1985 · 
1986 · 
1987 · 
1988 · 
1989 · 
1990 · 
1991 · 
1992 · 
1993 · 
1994 · 
1995 · 
1996 · 
1997 · 
1998 · 
1999 · 
2000 · 
2001 · 
2002 · 
2003 · 
2004 · 
2005 · 
2006 · 
2007 · 
2008 · 
2009 · 
2010 · 
2011 · 
2012 · 
2013 ·
2014 ·
2015 ·
2016 ·
2017 ·
2018 ·
2019 ·
2020 ·
2021 ·
2022 ·
2023
Algerije ·
Angola ·
Argentinië ·
Bahrein ·
Benin ·
Botswana ·
Burkina Faso ·
Canada ·
Centraal-Afrikaanse Republiek ·
Comoren ·
Congo-Brazzaville ·
Congo-Kinshasa ·
Egypte ·
Equatoriaal-Guinea ·
Ethiopië ·
Gabon ·
Gambia ·
Ghana ·
Griekenland ·
Guinee ·
Indonesië ·
Irak ·
Iran ·
Ivoorkust ·
Jemen ·
Jordanië ·
Kaapverdië ·
Kameroen ·
Kazachstan ·
Kenia ·
Koeweit ·
Lesotho ·
Libanon ·
Liberia ·
Malawi ·
Maleisië ·
Mali ·
Malta ·
Marokko ·
Mauritanië ·
Mauritius ·
Mozambique ·
Myanmar ·
Namibië ·
Niger ·
Nigeria ·
Oeganda ·
Oekraïne ·
Oman ·
Palestina ·
Polen ·
Qatar ·
Rwanda ·
Sao Tomé en Principe ·
Saoedi-Arabië ·
Senegal ·
Seychellen ·
Soedan ·
Swaziland ·
Syrië ·
Tanzania ·
Thailand ·
Togo ·
Tsjaad ·
Tunesië ·
Turkije ·
Uruguay ·
Verenigde Arabische Emiraten ·
Wit-Rusland ·
Zambia ·
Zimbabwe ·
Zuid-Afrika ·
Zuid-Korea